# Pyramide de Mauperthuis
La pyramide de Mauperthuis est une pyramide située à Mauperthuis en France.

## Localisation
La pyramide de Mauperthuis est située dans le département français de la Seine-et-Marne, sur la commune de Mauperthuis.

## Historique
Située actuellement dans le domaine du Moulin de Mistou, la pyramide est la gloire de ce site, Elle était destinée à s'insérer dans l'ancien parc du château de Mauperthuis, aujourd'hui disparu, au sein d'un « parcours initiatique » à réaliser en cheminant dans ce parc.
Achevée de construire en 1782, le nom de l'architecte officiel est encore inconnu. En effet, l'attribution à Alexandre-Théodore Brongniart ou à Claude-Nicolas Ledoux reste discutée.
Une colonne et le tombeau de l'amiral de Coligny décorent le parterre, en arc de cercle autour d'une boucle de l'Aubetin, que franchit un petit pont orné.
La meilleure façon d'avoir une idée des lieux est de regarder le tableau de Claude-Louis Châtelet, la « pyramide du château de Mauperthuis », comme dans beaucoup de peintures, l'artiste s'autorise des aménagements pour mieux organiser sa toile. Le château de Mauperthuis est donc un peu décalé.
La pyramide située dans le jardin du moulin est classée du titre des monuments historiques par arrêté du 26 juillet 1988.

## Galerie

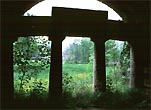
Vue vers l'extérieur depuis la salle de la pyramide.
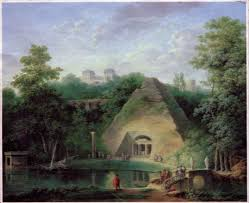
Tableau de Claude-Louis Châtelet, illustrant la pyramide de Mauperthuis.
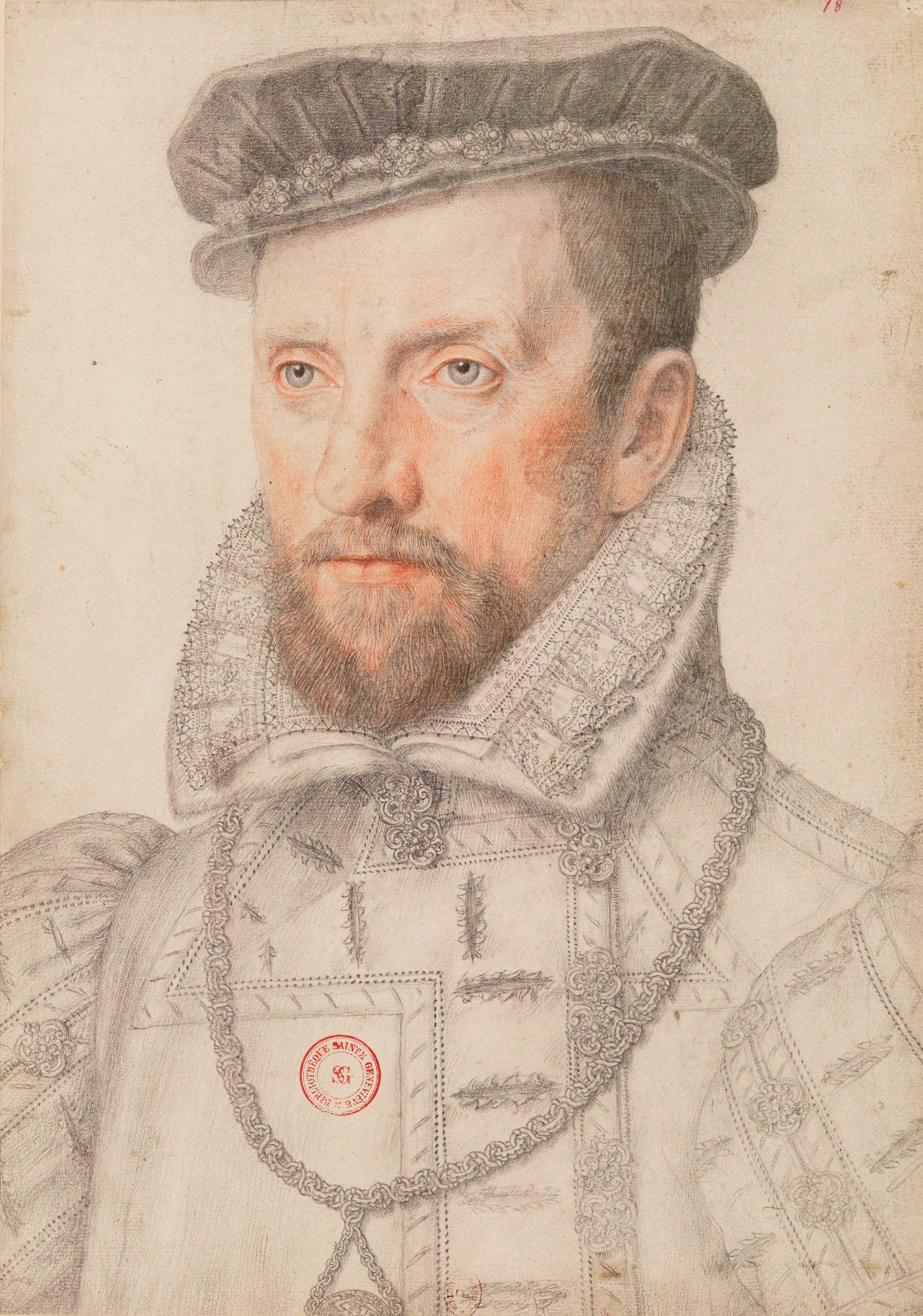
L'amiral de Coligny.